# 同知
同知（どうち、満洲語：ᡠᡥᡝᡳ
ᠰᠠᡵᠠᠴᡳ　転写：uhei saraci）は、中国の宋・明・清の文官の官職名であり、雅称は司馬・分府。宋代の枢密院の副長官である副使（枢密副使）も同知（同知枢密院事）と呼ばれ、長官である枢密使（知枢密院事）を補佐した。また、州府の補佐官も「同知」と呼ばれた。
清朝の同知の位階は正五品。通常の職務は知府の補佐で、塩政、犯罪者の捕縛、海防などの行政に携わった。ふつう、この官職は現地の状況に応じて設立され、必要な業務に応じて追加された。外地に派遣駐留する場合、その管轄地は「庁」と呼ばれた。
たとえば、清代の台湾では、17世紀－19世紀に淡水海防同知が設けられた。これは竹塹（現在の新竹市）に派遣駐留して、海防を所轄する官職だった。淡水海防同知が管轄する地区は淡水庁と呼ばれた。